# Antena Impulsiva Transiente da Antártica

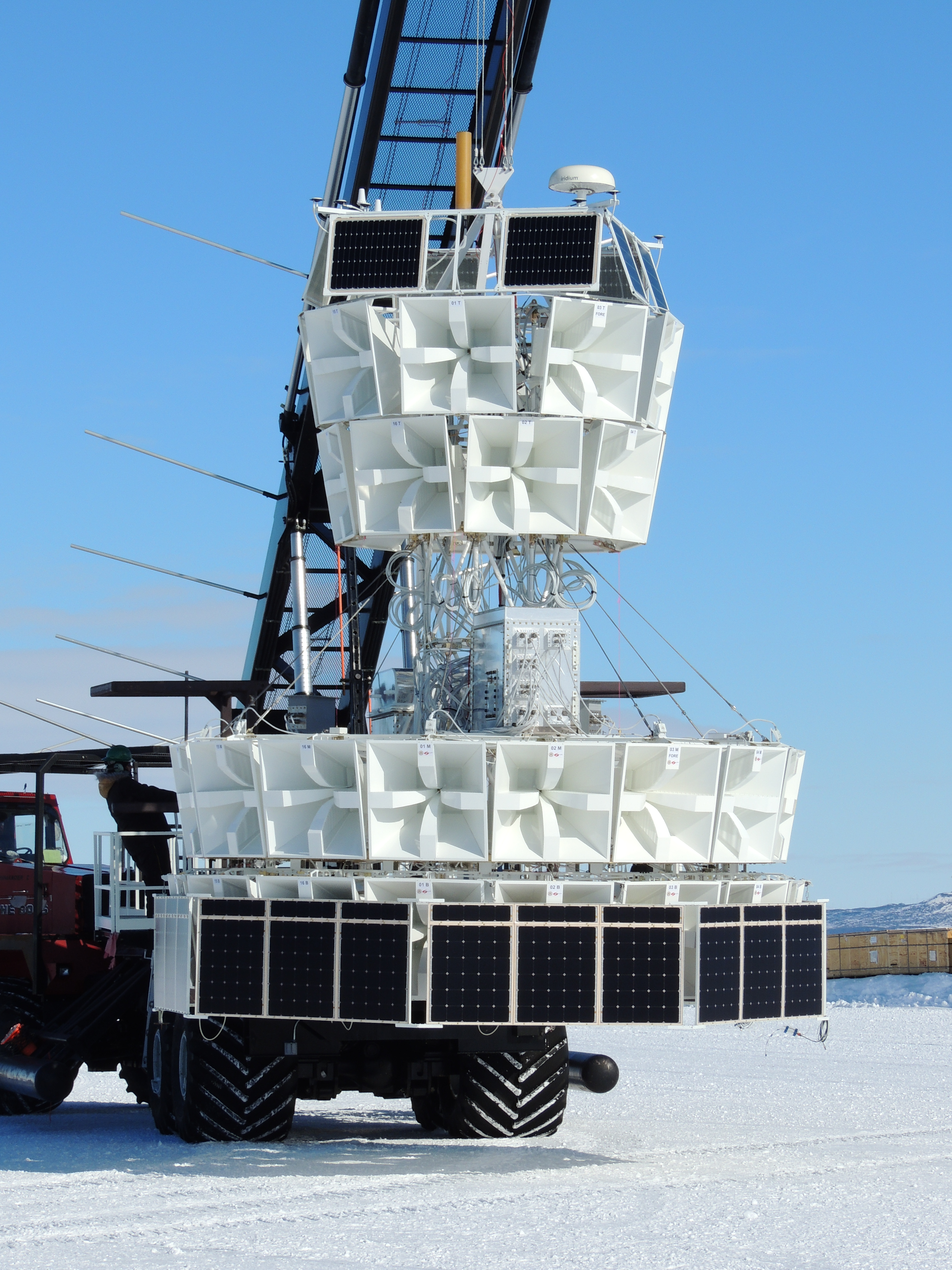
O experimento ANITA-IV na Antártica, antes de ser lançado em um balão.

A Antena Impulsiva Transiente da Antártica, no inglês Antarctic Impulsive Transient Antenna (Anita) é um experimento supercaptador de ondas eletromagnéticas.
A atual equipe de colaboração da ANITA inclui membros da Universidade do Havaí em Manoa ; Universidade da Califórnia, Los Angeles; Universidade Estadual de Ohio; Universidade de Delaware; A Universidade do Kansas; Universidade de Washington; o Laboratório de Propulsão a Jato da NASA; University College London; Universidade de Chicago; Universidade Nacional de Taiwan; e a Universidade Estadual Politécnica da Califórnia.

## Resultados
Em janeiro de 2020 , a ANITA realizou quatro vôos e detectou vários raios cósmicos vindos do céu dentro do campo de visão do experimento. Essas ondas de rádio, criadas pelos chuveiros de raios cósmicos, são refletidas no gelo antes de atingirem a ANITA. Dois eventos têm assinaturas indicando que o chuveiro se originou a partir de baixo. Esses eventos foram inesperados, pois a Terra deveria absorver a maioria dos raios cósmicos dessa energia.